# Eck Robertson
Alexander "Eck" Robertson (né le 20 novembre 1887 à Delaney, Arkansas, et mort le 15 février 1975 à Borger, Texas) est un joueur de fiddle américain, connu pour être le premier artiste de musique country à avoir été enregistré en 1922.

## Biographie
Robertson grandit dans une ferme du Texas où sa famille s'est installé depuis 1891. À l'âge de 5 ans, Robertson commence à apprendre à jouer du fiddle puis du banjo et de la guitare. Durant les années 1920, il se produit régulièrement à l'"Annual Old Confederate Soldiers' Reunions". Il devient ami avec le joueur de fiddle Henry C. Gilliland qui l'accompagna à New York pendant l'été 1922. Là-bas, ils auditionnèrent et obtinrent un contrat pour un enregistrement pour la Victor Talking Machine Company.
Le 30 juin 1922, Robertson enregistra six chansons, dont la plus connue "Sally Gooden", avec la participation du duo Arkansaw Traveler. Le disque sortira vers la fin de l'année 1922, mais Victor Records n'en fera pas une grande promotion et il ne se vendra pas en grande quantité.
Le deuxième enregistrement de Robertson sera réalisé en août 1929. En compagnie de sa femme Nettie à la guitare, de sa fille Daphne à la guitare ténor et de son fils Dueron au banjo, ils enregistrent ensemble ce disque jusqu'au mois de septembre où ils enregistrent leur dernier titre en compagnie de J. B. Cranfill. 
Robertson continua à se produire dans plusieurs spectacles et à la radio. Dans les années 1960, John Cohen vint le rencontrer dans sa maison d'Amarillo, au Texas et le musicien et folkloriste Mike Seeger fit encore une fois enregistrer Robertson pendant cette période.